# (1022) Olympiada
Pour les articles homonymes, voir Olympiade.
(1022) Olympiada est un astéroïde de la ceinture principale découvert le 23 juin 1924 par l'astronome russe Vladimir Albitzky, qui le nomma du prénom de sa mère Olimpiada. Sa désignation provisoire était 1924 RT.